# Il était une fois Jean-Sébastien Bach
Il était une fois Jean-Sébastien Bach è un film del 2003 diretto da Jean-Louis Guillermou e basato sulla vita del compositore tedesco Johann Sebastian Bach.